# Єжи Кондрацький

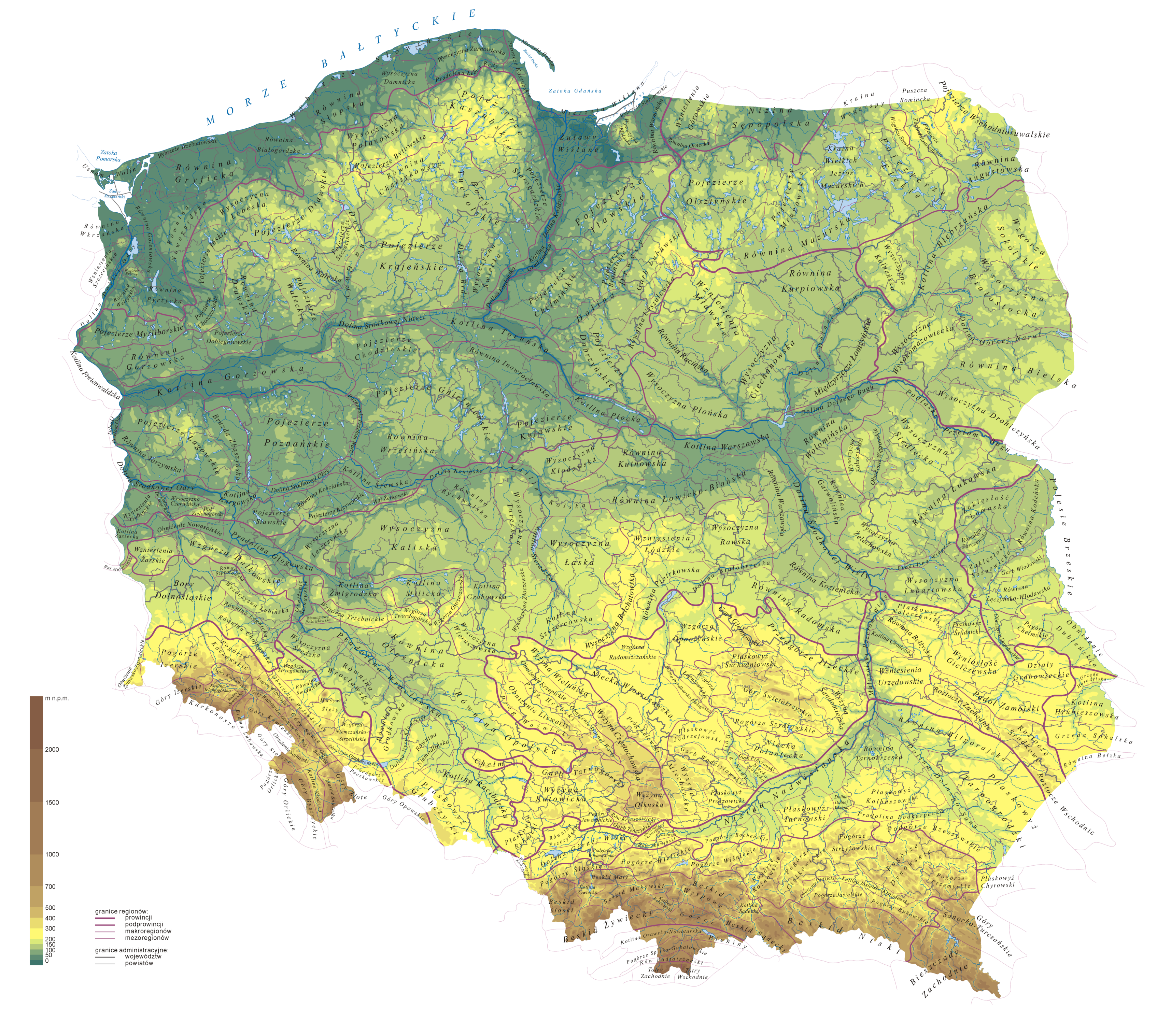
Карта фізико-географічних мезорегіонів Польщі Єжи Кондрацького на тлі рельєфу та адміністративного поділу.

Є́жи Алекса́ндер Кондра́цький (пол. Jerzy Aleksander Kondracki; 1 листопада 1908, м. Варшава, Російська Імперія — 13 квітня 1998, поблизу Філлаха, Австрія) — польський географ, професор Варшавського університету, автор найпоширенішої версії фізико-географічного районування Польщі.
Займався переважно фізичною географією і картографією. Започаткував і розвинув комплексну галузь досліджень природного середовища, став видатною особистістю в галузі фізико-географічного районування, мав значні досягнення в галузі геоморфології, гідрології, палеогеографії, картографії та методології фізичної і регіональної географії.
Як представник Польщі брав участь у роботі групи експертів ООН із питань стандартизації географічних назв. У 1977–1985 та 1987–1997 роках очолював Комісію зі стандартизації географічних назв за межами Польщі)
Кондрацький був також багаторічним діячем Польського географічного товариства та Комітету історії науки і техніки Польської академії наук.

## Життєпис
Народився у Варшаві, в родині вчителя. Навчався у Варшавській гімназії імені Владислава IV. Єжи був скаутом 17-ї варшавської скаутської команди, завдяки чому, як він пізніше казав, вивчив і полюбив географію.
На філософському факультеті Варшавського університету вивчав географію. Закінчив 1931. З 1933 він став асистентом катедри географії Варшавського університету; у 1938 р. за працю «Дослідження з морфології та гідрографії Браславського Поозер'я» здобув ступінь кандидата наук (пол. doktor).
Під час Другої світової війни перебував у німецькому полоні в таборі для військовополонених Oflag II C у Вольденберґу (нині Добєґнев). У таборі читав військовополоненим лекції з географії.
У 1945 році повернувся до Варшави, де почав працювати як доцент катедри географії Варшавського університету. У 1952 році очолив катедру фізичної географії у щойно створеному Географічному інституті Варшавського університету. Наступного року Кондрацький став деканом факультету біології та наук про Землю Варшавського університету. У 1954 році здобув вчене звання доцента, а в 1969 році — професора. У 1970 році став директором Інституту географії Варшавського університету, самостійного підрозділу з правами викладачів (створеного в попередньому році). Коли у 1977 році у Варшавському університеті було засновано факультет географії та краєзнавства, Єжи Кондрацький став директором Інституту фізико-географічних наук на цьому факультеті.
Кондрацький помер на дев’яностому році життя під час самотньої подорожі по Альпах, поблизу Клагенфурта-на-Вертерзе, поблизу італійського кордону. Спочиває на Повонзківському цвинтарі.

## Вшанування пам'яті
У 1999 році факультет географії та краєзнавства заснував медаль імені Єжи Кондрацького, яку вручають за заслуги в галузі географії та краєзнавства. Рішення про нагородження медаллю ухвалює рада факультету.